# Resolutie 2162 Veiligheidsraad Verenigde Naties
Resolutie 2162 van de Veiligheidsraad van de Verenigde Naties is op 25 juni 2014 met unanimiteit van stemmen aangenomen door de VN-Veiligheidsraad en verlengde de VN-vredesmacht in Ivoorkust met een jaar. Daarnaast werd het militaire component van de missie verder ingekrompen tot 5437 manschappen.

## Achtergrond
In 2002 brak in Ivoorkust een burgeroorlog uit tussen de regering in het christelijke zuiden en rebellen in het islamitische noorden van het land. In 2003 leidden onderhandelingen tot de vorming van een regering van nationale eenheid en waren er Franse- en VN-troepen aanwezig. In 2004 zegden de rebellen hun vertrouwen in de regering op en namen opnieuw de wapens op. Het noorden van het land werd voornamelijk door deze Forces Nouvelles gecontroleerd.
Na de presidentsverkiezingen eind 2010 ontstonden wederom onlusten toen zittend president Laurent Gbagbo op post bleef ondanks de internationaal erkende overwinning van Alassane Ouattara. De ontstane crisis leidde tot het uitbreken van een nieuwe burgeroorlog die duurde tot de arrestatie van Gbagbo in april 2011.

## Inhoud
De veiligheidssituatie in Ivoorkust was er sterk op verbeterd; onder meer aan de grens met Liberia. Ook was de humanitaire situatie verbeterd en konden vluchtelingen terugkeren naar hun huizen. Verder waren reeds 30.000 strijders ontwapend, al waren er nog 43.000 gewapende werkloze strijders en waren er onder de ontwapende relatief weinig die geassocieerd waren aan de vorige regering. Het land werd opgeroepen ze allemaal te ontwapenen voor de komende verkiezingen. Voorts was men bezorgd over de mensenrechtenschendingen die nog steeds voorkwamen.
In oktober 2015 zouden presidentsverkiezingen worden gehouden en het land had de VN gevraagd bijstand te verlenen bij de organisatie daarvan. Op 22 mei 2014 had de Ivoriaanse overheid de dialoog met de oppositiepartijen hervat. Deze partijen werden opgeroepen een constructieve rol te spelen en bij te dragen aan verzoening. Om verder intracommunautair geweld te voorkomen moesten problemen aangaande identiteit en grondgebied middels een brede nationale consensus worden opgelost.
Ivoorkust werd gevraagd de hervorming van leger en politie op te voeren. De politie moest zo snel mogelijk de ordehandhaving overnemen van het leger en andere groeperingen. Ook moest het land zorgen dat al de verantwoordelijken voor mensenrechtenschendingen zo snel mogelijk berecht zouden worden.
Het mandaat van UNOCI in Ivoorkust werd verlengd tot 30 juni 2015. De vredesmacht moest de bevolking helpen beschermen, het politieke proces en de noodhulpverlening ondersteunen, mee zorgen voor veiligheid en het bewaken van de landsgrenzen, meewerken aan de ontwapening van strijders en het opzetten van staatsinstellingen, toezien op het wapenembargo en de mensenrechten, kalmte propageren via het eigen radiostation ONUCI FM en VN-personeel en -materieel beveiligen. Het beschermen van de bevolking was de prioriteit, gevolgd door het ontwapenen van strijders. Daarnaast werd ook de toelating van de Franse troepen die aanwezig waren ter ondersteuning van UNOCI tot dezelfde datum verlengd.
Het aantal manschappen werd met 1700 teruggeschroefd en bedroeg nu maximaal 5245 troepen en 192 militaire waarnemers. Het politiecomponent werd met 55 eenheden afgebouwd tot 1500 man. Daarnaast bleef het aantal douanebeambten ongewijzigd op acht. Een verdere reductie van de vredesmacht na de verkiezingen in 2015 werd in het vooruitzicht gesteld.
De verdere inkrimpingen van de verschillende VN-operaties in West-Afrika noopte tot meer onderlinge samenwerking. Er mocht dan ook een kleine reactiemacht worden opgezet binnen UNOCI die indien nodig ook steun kon verlenen aan de UNMIL-vredesmacht in buurland Liberia.

## Verwante resoluties
- Resolutie 2112 Veiligheidsraad Verenigde Naties (2013)
- Resolutie 2153 Veiligheidsraad Verenigde Naties
- Resolutie 2219 Veiligheidsraad Verenigde Naties (2015)
- Resolutie 2226 Veiligheidsraad Verenigde Naties (2015)

Lijst ·  2133 ·  2134 ·  2135 ·  2136 ·  2137 ·  2138 ·  2139 ·  2140 ·  2141 ·  2142 ·  2143 ·  2144 ·  2145 ·  2146 ·  2147 ·  2148 ·  2149 ·  2150 ·  2151 ·  2152 ·  2153 ·  2154 ·  2155 ·  2156 ·  2157 ·  2158 ·  2159 ·  2160 ·  2161 ·  2162 ·  2163 ·  2164 ·  2165 ·  2166 ·  2167 ·  2168 ·  2169 ·  2170 ·  2171 ·  2172 ·  2173 ·  2174 ·  2175 ·  2176 ·  2177 ·  2178 ·  2179 ·  2180 ·  2181 ·  2182 ·  2183 ·  2184 ·  2185 ·  2186 ·  2187 ·  2188 ·  2189 ·  2190 ·  2191 ·  2192 ·  2193 ·  2194 ·  2195